# 多村映美
多村 映美（たむら はるみ）は、日本の脚本家、放送作家である。一部では「田村映美」と表記されることもあった。

## 来歴
東京・大塚生まれ。東京教育大学（現在は閉校）を卒業後、冗談工房の一員として三木鶏郎に師事。
「クイズタイムショック」の問題作成ブレーンとして創設した「企画集団Q」の主宰でもあった。

## 脚本
- フラワーアクション009ノ1（フジテレビ/東映）
- 小百合と55号の夢はデッカク（日本テレビ、1969年1月1日放送）
- トヨタサスペンス劇場「ゴールドアイ」（日本テレビ/東映）
- ターゲットメン（NET/東映）
- 人造人間キカイダー（NET/東映）
- さすらいの狼（NET/東映）
- 科学忍者隊ガッチャマン（フジテレビ/タツノコプロ）
- 伝七捕物帳（1973年版、日本テレビ/ユニオン映画）
- ブラザー劇場「刑事くん」（TBS/東映）
- 非情のライセンス（NET→テレビ朝日/東映）
- てんとう虫の歌（フジテレビ/タツノコプロ）
- ジグザグブルース（テレビ朝日/東映）
- 新造人間キャシャーン（フジテレビ/タツノコプロ）

## 映画
- おんな6丁目 蜜の味（東映、1982年10月2日封切）

## 著書
- 「きつねっ子」（自費出版、絵本）
- 「タイムショック5秒間クイズ」（1970年、日本文芸社）
- 「クイズタイムショック1~4」（1977~1984年、テレビ朝日出版部）

## テレビ番組
- 「ヤマハ・タイム」（フジテレビ、1959年、トリローグループとして、田村映美名義）
- 「クイズタイムショック」（NET→テレビ朝日、1969～1986年）
- 「テレビナイトショー」（1969年～1971年、フジテレビ）
- 「大きな子供と小さな大人―戦争を知らない子らの戦後史―」（日本テレビ、1971年8月17日放送）
- 「東芝ファミリーホール特ダネ登場!?」（日本テレビ、企画集団Q名義）
- 「11PM」（日本テレビ）
- 「土曜ショー」（NET）
- 「ミステリーゾーン」（東京12チャンネル）
- 「ビックリ大集合!」→「ビックリッ子大集合!」（東京12チャンネル）
- 「木曜スター対抗戦」（1976年、NET）
- 「24時間テレビ」（1978年、日本テレビ）
- 「テレビあっとランダム」（テレビ東京）
- 「クイズおもしろTV」（テレビ朝日）
- 「オリジナルコンサート〜私たちの創った音楽〜」（テレビ朝日）

## ラジオ番組
- LFディスク・シアター「バディの休日」（脚本、1965年3月7日放送、ニッポン放送）
- 「イチビキいろは辞典」
- 「ロッテ・ミュージック・イン」（ニッポン放送）

## 関連人物
- 三木鶏郎
- 左とん平 - 冗談工房（トリローグループ）所属時代に「ヤマハ・タイム」やラジオ番組「仁丹一粒エチケット」などで共演していた。
- 小山高生
- 田村順子（銀座「クラブ順子」ママ、和田浩治夫人）（実妹）[2]